# Смарагдна нит
„Смарагдна нит” (енгл. A Study in Emerald) је приповетка британског писца Нила Гејмана, први пут објављена 2003. године. Причa је пaрoдиja нa Шeрлoкa Хoлмсa прeнeсeнa у унивeрзум Ктулу митова, универзум хoрoр писцa Х. Ф. Лaвкрaфтa. Гејмaн je oписуje кao „Лaвкрaфт/Хoлмс фaн-фикцију”. Године 2004. освојилa je нaгрaду Хјуго зa најбoљу крaтку причу. Наслов приповетке је рeфeрeнцa нa први рoмaн o Шeрлoку Хoлмсу, Црвена нит.
„Смарагдна нит” први пут се појавила у антологији Shadows Over Baker Street, збирци прича која комбинује светове Артура Конана Дојла и Х. Ф. Лавкрафта; накнадно је објављена у Гејмановој збирци приповедака под насловом Fragile Things, у колекцији New Cthulhu: The Recent Weird, и доступна је за читање на интернету. Интернет верзија је у форми викторијанског часописа или новина и садржи разне измишљене огласе са референцама на ликове као што су Влад Цепеш, Виктор Франкенштајн, Скочиног Џек и доктор Џекил.
У јуну 2018. издавачка кућа Dark Horse Comics адаптирала је ову приповетку у форми графичког романа на коме су радили Гејман, Рафаел Скавоне, Рафаел Албукерк и Дејв Стјуарт. Графички роман је на српском језику објавила издавачка кућа ЖИР издаваштво 2023. године, у преводу Драшка Рогановића.

## Радња
Нeимeнoвaни приповедач, ветеран крвавог рата против „богова и људи Авганистана”, који је током мучења задобио тешку повреду руке, тражи смештај по повратку у „Албион”. Постаје цимер човеку са изузетним вештинама дедукције, који их користи у свом послу „консултантског детектива”. Убрзо након њиховог упознавања, инспектор Лестрад из Скотланд Јарда долази у њихов стан у Улици Бејкер, тражећи помоћ од приповедачевог цимера у решавању „питања од националног значаја”. Цимер инсистира да поведу и приповедача; истражују место убиства и детектив исправно закључује да је жртва немачке краљевске крви, са нељудским бројем удова. Лестрад потврђује идентитет жртве: у питању је гост и нећак краљице Албиона. На зиду је жртвином крвљу исписана реч „Rache”. По напуштању места злочина, одводе их у краљевску палату. Краљица, једна од Великог Старих који су пре 700 година покорили човечанство и сада владају светом, консултује се са њима о овом случају. У знак захвалности за његове услуге, краљица лечи приповедачево усахнуло раме једним додиром.
Истраживање води детектива и приповедача у мјузикхол дворану, где наступа познати глумац Шери Вернет. Висок и лежеран, Вернет глуми у три представе, од којих једна представља историјску причу о рату између човечанства и Великог Старих. Представљајући се као позоришни агент који нуди да доведе трупу у Нови свет, детектив упознаје Вернета и брзо закључује да су он и још један човек, који храмље и вешт је са хируршком опремом, били присутни у соби где је немачки племић пронађен мртав. Вернет пристаје да се састане са детективом у његовом стану, не слутећи ништа; детектив одмах позива Лестрада са намером да ухапси Вернета. Открива своје закључке: Вернет је револуционар „Рестаурациониста”, анархиста који верује да Велики Стари нису благонаклони владари за које се представљају, већ сурова, душепогубна чудовишта од којих човечанство мора бити ослобођено. Вернет је намамио немачког племића у собу у Вајтчапелу и препустио га свом сараднику, који је починио убиство.
Међутим, када детектив и његови савезници покушају да направе заседу, откривају да им је њихова мета избегла, оставивши само писмо које потврђује детективове сумње; Вернет такође поседује изузетне дедуктивне способности и закључио је да детектив није онај за кога се представљао. Вернет открива да је кратко кореспондирао са детективом под именом „Сигерсон”, даје сугестије за решавање његових будућих случајева и похваљује неколико радова које је детектив написао, укључујући „Динамику астероида”. Вернет, који такође користи алијас „Rache”, додатно детаљно описује страхоте којима је сведочио, а које су починила Велики Стари, као оправдање за свој злочин. Док Лестрад жури да пронађе Вернета и његовог хромог сарадника (за ког се претпоставља да је бивши војни хирург по имену Џон (или можда Џејмс) Вотсон), детектив признаје да је мало вероватно да је Вернет напустио град, вероватно се сакривши (као што би и сам детектив учинио) у безакоњу забаченог дела Сент Џајлса све док потрага за њим не буде напуштена. Захтева од приповедача да спали Вернетово писмо, одбацујући га као „револуционарни апсурд”. Приповедач то не чини, већ додаје копију писма и извештај о истрази у своју банкарску касету, да се не отвори све док сви укључени у случај не буду мртви. Претпоставља да ће, због актуелних догађаја у Русији, до тога вероватно ускоро доћи.
Причa je пoтписaнa сa „С_________ М______, мајор (у пeнзији)”.